# Sénat Koschnick III
Le sénat Koschnick III (Senat Koschnick III) était le gouvernement du Land de Brême du 3 novembre 1975 au 7 novembre 1979, durant la 9e législature du Bürgerschaft. Dirigé par le président du Sénat social-démocrate Hans Koschnick, il était soutenu par le seul Parti social-démocrate d'Allemagne (SPD), qui disposait de la majorité absolue au parlement régional.
Il fut formé à la suite des élections régionales du 28 septembre 1975, au cours desquelles le SPD a conservé sa majorité absolue, acquise en 1971, et succédait au sénat Koschnick II, constitué également du seul SPD.
Le SPD a de nouveau remporté les élections régionales du 7 octobre 1979, ce qui a permis à Koschnick de former son quatrième Sénat.

## Composition
| Portefeuille                                                                                       | Nom                                     | Nom                                       | Parti |
| -------------------------------------------------------------------------------------------------- | --------------------------------------- | ----------------------------------------- | ----- |
| Président du Sénat Maire de Brême                                                                  |                                         | Hans Koschnick                            | SPD   |
| Sénateur pour l'Intérieur                                                                          |                                         | Helmut Fröhlich                           | SPD   |
| Sénateur pour l'Administration de la justice et les Prisons                                        |                                         | Wolfgang Kahrs                            | SPD   |
| Sénateur pour les Finances                                                                         |                                         | Karl-Heinz Jantzen (jusqu'au 04.09.1978)  | SPD   |
| Sénateur pour les Finances                                                                         | Intérim de Hans Stefan Seifriz          |                                           | SPD   |
| Sénateur pour les Finances                                                                         | Henning Scherf (à partir du 27.09.1978) |                                           | SPD   |
| Sénateur pour les Travaux publics                                                                  |                                         | Hans Stefan Seifriz (jusqu'au 25.06.1979) | SPD   |
| Sénateur pour les Travaux publics                                                                  | Intérim de Hans Koschnick               |                                           | SPD   |
| Sénateur pour les Ports, la Navigation et les Transports                                           |                                         | Oswald Brinkmann                          | SPD   |
| Sénateur pour l'Économie et le Commerce extérieur                                                  |                                         | Dieter Tiedemann                          | SPD   |
| Sénateur pour la Santé et la Protection de l'environnement                                         |                                         | Herbert Brückner                          | SPD   |
| Sénateur pour l'Éducation                                                                          |                                         | Moritz Thape                              | SPD   |
| Sénateur pour la Science et la Culture                                                             |                                         | Horst Werner Franke                       | SPD   |
| Sénateur pour le Travail, les Affaires sociales, la Jeunesse et les Sports Vice-président du Sénat |                                         | Walter Franke                             | SPD   |
| Sénateur pour les Affaires fédérales                                                               |                                         | Karl Wilms                                | SPD   |